# Антеннулы
Анте́ннулы (antennulae) — первая пара усиков ракообразных, служащая чаще всего для осязания, благодаря расположенным на ней осязательным щетинкам и особым колбочкам, принимаемым также за орган обоняния. У низших ракообразных, как у веслоногих (Copepoda) и ракушковых (Ostracoda), антеннулы служат также органами передвижения и могут достигать значительной длины. Самцы веслоногих посредством антеннул схватывают и удерживают самку во время спаривания. Короткие антеннулы Argulus снабжены крючочками и служат органами прицепления; точно так же у усоногих (Cirripedia) предпоследний членик их, на котором расположено отверстие цементной железы, расширен в виде присоски. Если антеннулы вполне развиты, они состоят обычно из трехчленистого основания и 2-х (реже 3-х) многочленистых жгутиков. Вообще форма их, как форма других конечностей ракообразных, бывает очень разнообразна. У десятиногих раков (Decapoda) в основном членике антеннул расположен орган слуха.